# نيوفان (نيويورك)
نيوفان (بالإنجليزية: Newfane, New York)‏ هي بلدة أمريكية تقع في الولايات المتحدة في مقاطعة نياغرا، نيويورك. يقدر عدد سكانها بـ 9,666 نسمة ومساحتها 138.5 كم2 و وترتفع عن سطح البحر 105 متر.

## أعلام
- دل ماسون